# Dua Lipa
Dua Lipa (anglická výslovnost  [ˈduːə ˈliːpə]IPA, albánská výslovnost [ˈdua ˈlipa]IPA; * 22. srpna 1995 Londýn) je britsko-albánsko-kosovská zpěvačka, skladatelka, modelka a herečka. Je držitelkou sedmi Brit Awards a tří cen Grammy. 
Stala se jedním z nejpopulárnějších interpretů na platformě Spotify (druhé album Future Nostalgia překonalo v roce 2023 10 miliard streamů). Průlomem její kariéry byla píseň „New Rules“, která byla jejím prvním singlem na první příčce britské hitparády. Singly „Don't Start Now“ a „Levitating“ z druhého alba se dostaly shodně až na druhou příčku hitparády Billboard Hot 100. Během kariéry spolupracovala s interprety jako Sean Paul, Martin Garrix, Calvin Harris a dalšími.
Spolu s otcem pořádají v Prištině od roku 2018 velký hudební festival The Sunny Hill, jehož cílem je do Kosova přitáhnout celosvětově známé hudební umělce.

## Život
Narodila se 22. srpna 1995 v severozápadním Londýně do rodiny etnických kosovských Albánců, kteří odešli z Prištiny v 90. letech 20. století. Matka kosovsko-bosenského původu Anesa a otec Dukagjin (přezdívaný Dugi), syn kosovského historika Seita Lipy, se zasnoubili v 90. letech v Kosovu. Kvůli sílícím konfliktům při rozpadu Jugoslávie se oba v roce 1992 rozhodli pro azyl v Londýně a zabydleli se ve čtvrti Camden ve West Hampsteadu.
V původní vlasti její otec studoval stomatologii a matka práva. Aby se ale po odchodu z Kosova uživili, pracovali jako číšníci a navštěvovali večerní školy. Válka a uzavření hranic Kosova je odtrhlo od zbytku rodiny na několik následujících let, do Kosova se vrátili v roce 2006, až když Dua dosáhla 12 let a její otec získal nabídku zaměstnání v Prištině. Dědeček zpěvačky Seit Lipa zemřel roku 1999, se svou vnučkou se již neshledal.
Po návratu do Kosova bojovala Dua Lipa ve škole kvůli delší emigraci se slabšími jazykovými znalostmi. V 15 letech přesvědčila své rodiče, aby se sama mohla vrátit do Londýna. Rodičům svůj odchod odůvodnila snahou složit v Británii závěrečné středoškolské zkoušky a dostat se na dobrou univerzitu. Jejím cílem bylo ale následovat svůj dětský sen a začít hudební kariéru – na univerzitu již poté nenastoupila. Bydlela s kamarádkou z Prištiny ve čtvrti Kilburn, kde si pronajaly byt. Začala studovat Parliament Hill School a o víkendech i na umělecké Sylvia Young Theatre School. Krátce se věnovala i modelingu. Její rodina se později také vrátila z Kosova do Londýna.
Dua má sourozence – o čtyři roky mladší sestru Rinu a o 10 let mladšího bratra Gjina. Jako svou velkou inspiraci vidí i hudební kariéru svého otce, který je kosovsko-albánským rockovým zpěvákem skupiny Oda. V roce 2022 se stal i jejím manažerem.
O svých vztazích nerada mluví, mezi její přítele patřili chronologicky bratr modelky Gigi Hadid Anwar Hadid, režisér Romain Gavras a britský herec Callum Turner.

## Kariéra

### Začátky kariéry
Od svých 15 let nahrávala na YouTube své první coververze písní mnoha autorů, jakými jsou Nelly Furtado, Pink, Christina Aguilera, Chance The Rapper, Jamie xx nebo Mila J. Tato platforma však její kariéru na rozdíl od jiných umělců neodstartovala a Dua ji používala spíše jako své portfolio.
Po svém návratu do Londýna studovala na umělecké škole Sylvia Young Theatre School v Londýně, kterou navštěvovala již před cestou do Kosova. Během studia si přivydělávala v londýnských klubech, barech a restauracích jako hosteska. Krátce se zabývala i modelingem, se kterým skončila, neboť jí bylo řečeno, že musí zhubnout. (A Dua má podle svých slov příliš ráda jídlo.) Toto období pak inspirovalo její první texty.
V roce 2012 nahrála na SoundCloud své první autorské demo pod názvem „Lions and Tigers and Bears“. V roce 2013 ve svých 17 letech vyhrála casting a nazpívala píseň „Lost in Music“ pro reklamní spot britské verze talentové show The X Factor. V reklamě pak i sama hrála. Díky tomu se dostala do kontaktu s manažery zpěvačky Lany Del Rey, kterými byli Ben Mawson a Ed Millett, a s jejich společností TaP Music Publishing poté ve stejném roce podepsala smlouvu. V té době ještě pracovala v koktejl baru. Dva roky pak intenzivně pracovala na svých nahrávkách, vzniklo tak asi 130 písní. Její management chtěl, aby se po tu dobu jako umělec dále rozvíjela, než pak v roce 2015 v pouhých 19 letech podepsala dvouroční smlouvu s Warner Music.

### 2015–2018: Debutové album
V roce 2015 začala pracovat na své debutové desce. V srpnu 2015 vydala první singl „New Love“, který produkovali Emil Haynie a Andrew Wyatt. V říjnu téhož roku následoval druhý singl „Be the one“, produkovaný Lucy „Pawws“ Taylor. Svůj hudební styl popisuje Dua jako „temný pop“. Její první turné po Británii a Evropě začalo v lednu 2016 a na podzim stejného roku se vydala jako předskokanka na turné po USA s Troye Sivanem.

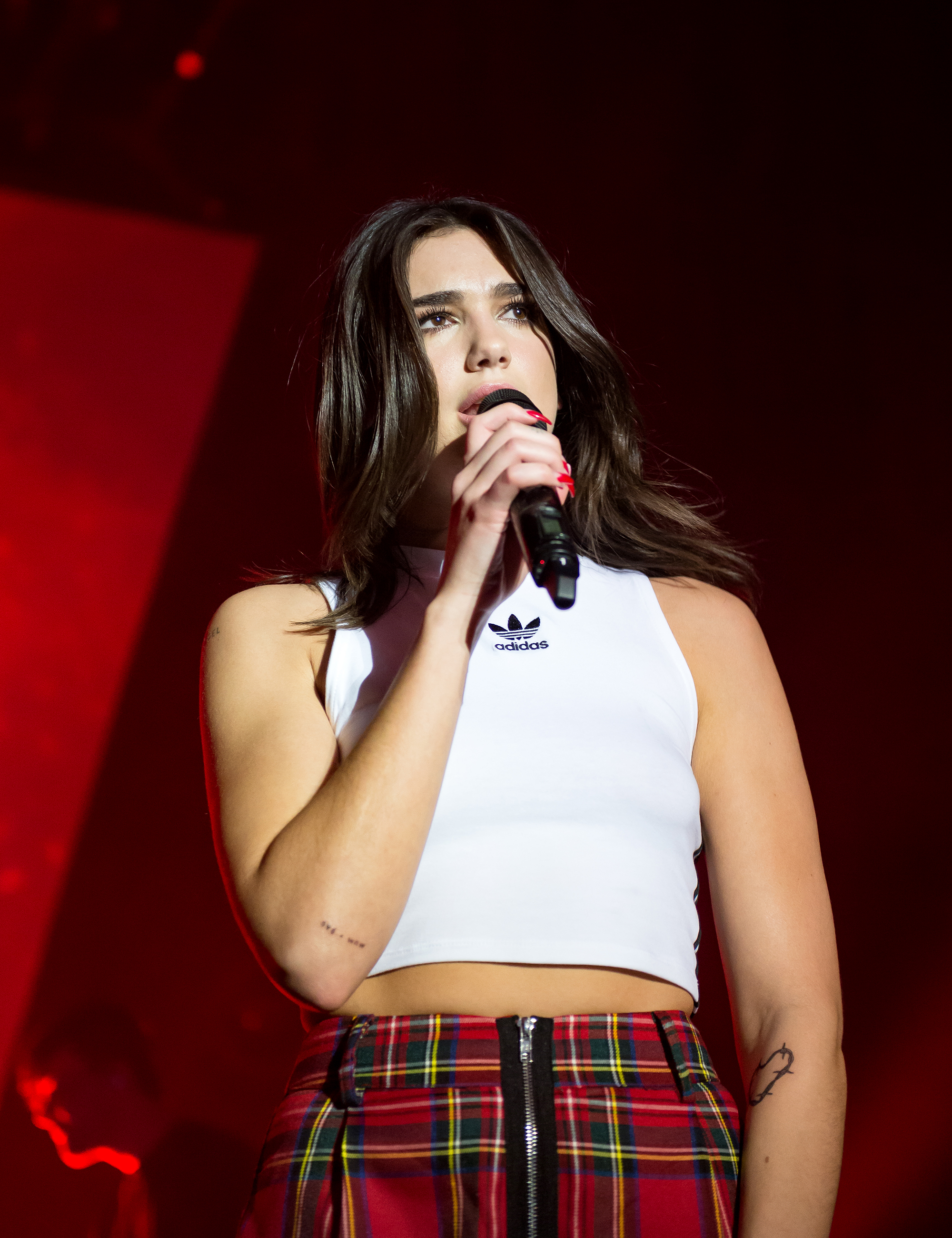
Dua Lipa v Hollywood Palladium, 2018

Dne 18. února 2016 vydala třetí singl „Last Dance“, následovaný singlem „Hotter than Hell“, vydaným 6. května. Dne 26. srpna vyšel celkově pátý singl „Blow Your Mind (Mwah)“. V únoru 2017 se jí podařilo dostat hned tři své singly do první patnáctky hitparády U.K. Singles Chart - „Scared to Be Lonely“, „Be the One“ a kolaboraci s Sean Paulem „No Lie“. V roce 2017 byla také předskokankou na koncertech zpěváku Bruno Marsovi a kapele Coldplay.
7. července 2017 vyšel singl „New Rules“ z připravovaného debut alba. Byť tento singl před ní odmítlo nazpívat několik interpretů včetně kapely Little Mix, Dua Lipa s ním získala nominaci na BRIT Awards. Singl byl průlomovým bodem její kariéry - dosáhl na 6. příčku Billboard Hot 100 a první příčku britské hitparády. V únoru 2018 pak jeho videoklip vynesl zpěvačce titul nejmladší ženské umělkyně, jejíž video přesáhlo jednu miliardu zhlédnutí na YouTube.
Její debutové album pojmenované Dua Lipa vyšlo 2. června 2017. Hudební web iREPORT udělil tomuto počinu velmi kladné hodnocení s poznámkou, že celé album by nefungovalo bez specifické barvy hlasu zpěvačky a podobně se vyjádřila některá i zahraniční média jako Beat a NME.
V roce 2018 vydala kromě „IDGAF“, již 7. singl ze svého debut alba, i úspěšný taneční singl „One Kiss“ spolu s Calvinem Harisem, který se dostal na první příčku tanečních hitparád Billboard a po týdnu od vydání i na první příčku U.K. Singles Chart. Jeho živá verze i některá další veřejná vystoupení však vynesly zpěvačce kritiku a posměch za její taneční schopnosti a krátké video s úryvkem jejího tance k singlu se stalo virálním memem. Intenzivně pak trénovala tanec s choreografkou Charm La’Donna a již o rok později vystoupila s úspěšnou choreografií k singlu „Don't Start Now“ na předávání cen MTV Europe Music Awards. Podle jejích slov to bylo poprvé, kdy sestoupila z pódia a byla na sebe opravdu pyšná. Zároveň v rozhovoru pro GQ poukázala na to, že pro muže a ženy v hudební branži platí dvojí metr, kdy se od mužů při živých vystoupeních moc neočekává, zatímco u žen se hodnotí každá drobnost.

### 2019–2022: Druhé albumFuture Nostalgia
V roce 2019 Dua spolupracovala na soundtracku k filmu Alita: Bojový Anděl, kam přispěla písní „Swan Song“. Během téhož roku vydává další singly z připravovaného alba – „Don't Start Now“, „Future Nostalgia“ (oba se umístily na druhé příčce Billboard Hot 100) a „Physical“.   

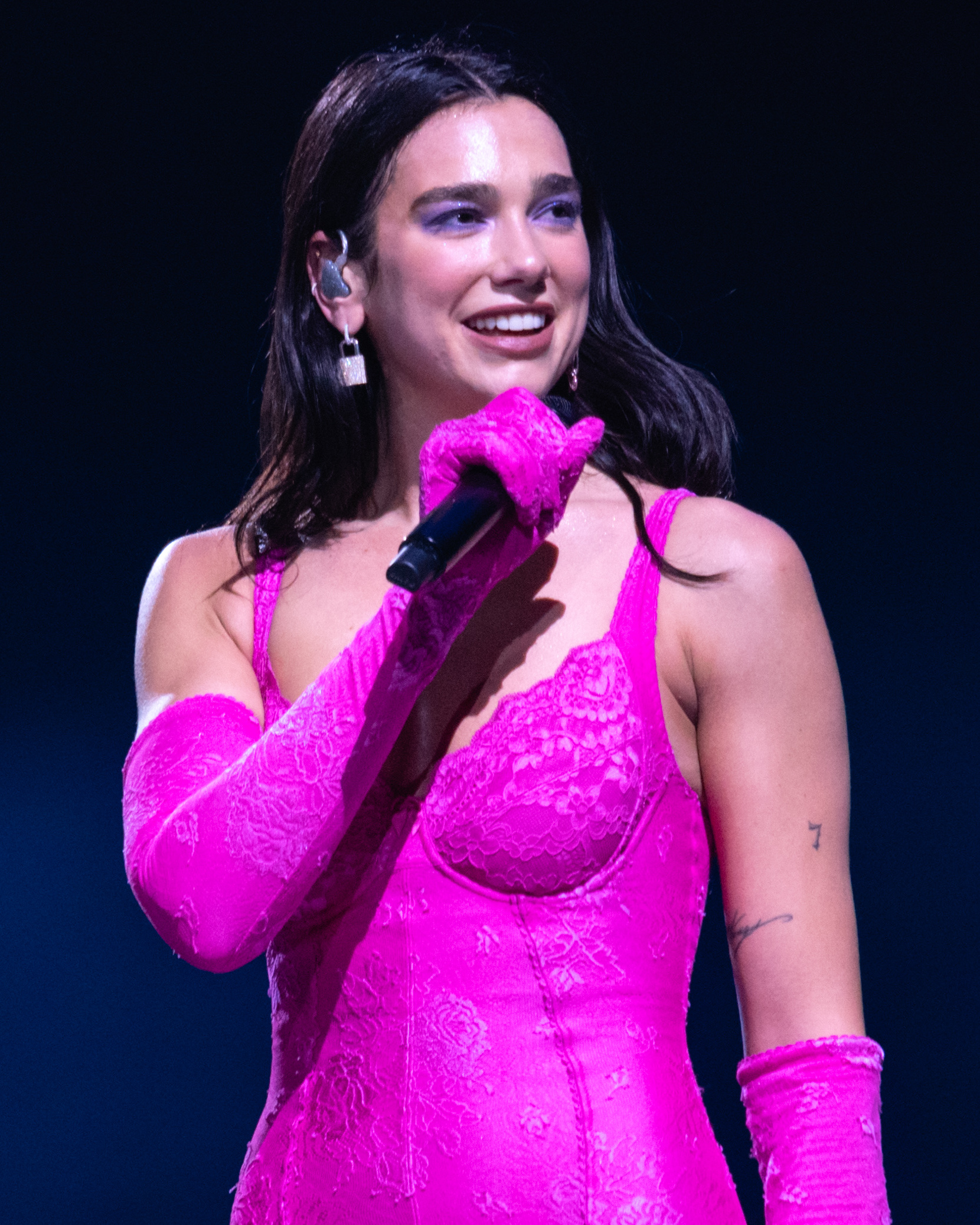
Dua Lipa v londýnské O_{2} aréně během Future Nostalgia Tour, květen 2022

Druhé studiové album Future Nostalgia vydala nakonec o pár dní dříve proti původnímu plánu a to 27. března 2020. Zároveň s tím vyšel i další singl z alba s názvem „Break My Heart“. Album totiž krátce před svým vydáním uniklo online. Zpěvačka tedy na začátku pandemie coronaviru zvolila opačnou strategii než ostatní interpreti, kteří vydání svých alb odložili. Album se stalo nejvíce poslouchaným albem vydaným ženskou umělkyní v roce 2020 na Spotify. V srpnu 2020 vyšlo remixové album Club Future Nostalgia. Na albu, které produkovala The Blessed Madonna, navázala spolupráce s hudebníky jako jsou například Madonna, Gwen Stefani, BLACKPINK nebo Mark Ronson.
V říjnu vydala zremixovanou píseň „Levitating“ s raperem DaBaby a také píseň „Fever“ s belgickou zpěvačkou Angèle. V listopadu se objevila na písni „Prisoner“, druhého singlu Miley Cyrus z jejího alba Plastic Hearts. Ve stejném měsíci také uspořádala online koncert, který se vysílal živě z nočního klubu Printworks v Rotherhithe v Londýně pod názvem Studio 2054. Akce se zapsala do Guinnessovy knihy rekordů s největším počtem prodaných lístků v rámci jediného koncertu sólo umělkyně. Show vidělo přes 5 milionů diváků.
Dne 11. února 2021 vydala singl „We're Good“ z alba Future Nostalgia: The Moonlight Edition. Album vyšlo ve stejný den a obsahuje celkem 11 písní z původní edice alba a také jiných dalších 8 písní. Album bylo v roce 2021 oceněno cenou Grammy i BRIT Awards, kde byla Dua také oceněna jako Nejlepší ženská umělkyně. V roce 2022 se vydala na světové turné Future Nostalgia Tour.
V únoru 2022 ukončila spolupráci s TaP Music Publishing a jejím manažerem se stal její otec. Spolu s ním založila krátce na to nezávislou mediální a managementovou společnost Radical22 Publishing Limited. (O rok později Dua Lipa odkoupila od své bývalé managementové společnosti i svá vydavatelská práva.) Zároveň ve stejnou dobu založila také kulturní newsletter Service95, kde informuje o místech a akcích, které stojí za navštívení od galerií, po bary a koncerty. V roce 2022 také začala publikovat svůj vlastní podcast rozhovorů s celebritami Dua Lipa: At Your Service, který byl jmenován na platformě Spotify jako jeden z nejlepších podcastů roku 2022.
V březnu 2022 vydala spolu s Megan Thee Stallion singl „Sweetest Pie“, který debutoval na 15. příčce Billboard Hot 100. V květnu pak spolupracovala spolu s raperem Young Thug na další písni Calvina Harrise s názvem „Potion“ z jeho alba Funk Wav Bounces Vol 2.
V listopadu 2022 obdržela z rukou prezidenta Barjama Begaje albánské občanství k příležitosti 110. výročí vyhlášení nezávislosti Albánie na Osmanské říši.

### Od 2023: Třetí studiové album
V roce 2023 přispěla na soundtrack k filmu Barbie s písní „Dance the Night“, který vyšel 21. července. Na podzim téhož roku vydala po dvou letech nový singl s tanečním hudebním videem „Houdini“, který spoluprodukovali a psali Kevin Parker z Tame Impala a Tobias Jesso Jr. Singl předznamenával práci na jejím třetím studiovém albu pojmenovaném Radical Optimism s datem vydání 3. května 2024. Název má symbolizovat schopnost vidět světlo na konci tunelu, ať už jsme v jakkoli zlé situaci, a umění si takovou situací projít a stát se díky ní silnější. Před vydáním alba ale začaly na internet unikat různé demo nahrávky písní, které zpěvačka nikdy neplánovala vydat.
V živém vystoupení na předávání cen Grammy v únoru 2024 představila druhý singl „Training Season“ z připravovaného alba. Píseň napsala v listopadu 2022 jako reflexi svých předchozích milostných vztahů. Před vydáním alba vyšel ještě v dubnu téhož roku třetí singl „Illusion“. Videoklip k němu vznikl v Barceloně na stejné lokaci jako videoklip „Slow“ od Kylie Minogue a režírovala ho ukrajinská režisérka Tanu Muino. Videoklip k singlu „New Rules“ z roku 2017 mezitím přesáhl lednu 2024 tři miliardy zhlédnutí.
Na začátku roku 2024 vyšel špionážní thriller Argylle britského režiséra Matthew Vaughna, kde si Dua Lipa zahrála hlavní roli záporačky LaGrande.
V květnu 2025 vystoupila Dua Lipa poprvé v Česku při turné Radical Optimism Tour. V pražské O2 aréně 27. května zazpívala mimo jiné v češtině singl Na ostří nože od polsko-české zpěvačky Ewy Farné. Následující den účinkovala Dua Lipa v duetu s Farnou při svém druhém českém koncertu.

## Diskografie
- Dua Lipa (2017)
- Future Nostalgia (2020) (reedice The Moonlight Edition, 2021)
- Radical Optimism (2024)

## Ocenění a nominace
V roce 2018 získala dvě ceny BRIT Awards, další v roce 2019 (Dua Lipa a Calvin Harris za singl „One Kiss“) a spolu s ní i dvě ceny Grammy (singl „Electricity“ spolu se Silk City). Cenou Grammy byla oceněna při vydání obou svých prvních alb. Její píseň „Dance the Night“ k filmu Barbie byla nominovaná na BRIT i Grammy Awards.
| Rok  | Organizace              | Ocenění                                            | Výsledek  |
| ---- | ----------------------- | -------------------------------------------------- | --------- |
| 2016 | BBC                     | Sound of...2016                                    | nominace  |
| 2016 | MTV Europe Music Awards | Best Push Act                                      | nominace  |
| 2018 | BRIT Awards             | British Breakthrough Act (Objev roku)              | vítězství |
| 2018 | BRIT Awards             | British Female Solo Artist (Nejlepší ženský výkon) | vítězství |
| 2019 | BRIT Awards             | British Single of The Year (Britský singl roku)    | vítězství |
| 2019 | Grammy Awards           | Best New Artist (Objev roku)                       | vítězství |
| 2021 | Grammy Awards           | Best Pop Vocal Album (Popové album roku)           | vítězství |
| 2021 | BRIT Awards             | British Female Solo Artist (Nejlepší ženský výkon) | vítězství |
| 2021 | BRIT Awards             | British Album of the Year (Britské album roku)     | vítězství |
| 2024 | BRIT Awards             | Best Pop Act                                       | vítězství |
| 2024 | Grammy Award            | Song of the Year (Píseň roku)                      | nominace  |

## Filantropie
V roce 2016 založila spolu s otcem charitativní organizaci Sunny Hill Foundation v kosovské Prištině. Zpěvačka jí věnovala výdělek několika svých speciálně zorganizovaných charitativních koncertů, např. na podporu zdravotní péče pro matky s dětmi v Kosovu. Organizace také založila v Prištině Sunny Hill Academy, která poskytuje hudební nástroje a prostor pro mladé umělce, kde můžou cvičit a rozvíjet svůj talent.
Její otec organizuje v rámci organizace od roku 2018 hudební festival The Sunny Hill, na kterém Dua Lipa spolupracuje. Jeho cílem je dostat do Kosova přední hudební umělce, ukázat Kosovo v jiném světle než jen jako válečnou zemi a skrz výdělky z festivalu také finančně podpořit umělce místní. V rozhovoru pro Time se Dua Lipa vyjádřila, že když žila v Kosovu, žádný z jejich oblíbených umělců tam nevystupoval a jejím velkým snem je tak tuhle možnost dětem v Kosovu dát.

## Aktivismus
V červenci 2020 na svém instagramu vysvětlovala „proč Kosovo není a nikdy nebude Srbskem“. Následující den zveřejnila na sociální síti obrázek transparentu s mapou Velké Albánie. Jelikož je tento transparent běžně spojován s extrémním albánským nacionalismem, tak se její příspěvek na sociálních sítích setkal s negativní reakcí. Později uvedla, že její příspěvek byl „nesprávně interpretován“ lidmi, kteří propagují etnický separatismus, tedy ideologii, kterou „zcela odmítá“.
V květnu 2021 odsoudila zabíjení palestinských civilistů při izraelsko-palestinských střetech. Kvůli své kritice Izraele byla obviněna z antisemitismu. V listopadu 2022 odmítla možnost, že by vystoupila na zahajovacím ceremoniálu MS světa ve fotbale 2022, a jako důvod uvedla porušování lidských práv v hostitelském Kataru. Veřejně podpořila pokus o přechod k demokracii v Súdánu a odsoudila masakr v Chartúmu.
V říjnu 2023 podepsala otevřený dopis „Artists4Ceasefire“ spolu s dalšími 185 umělci, v němž naléhala na amerického prezidenta Joe Bidena, aby se nátlakem na Izrael zasadil o příměří ve válce v Gaze a ukončil zabíjení palestinských civilistů.
V amerických prezidentských volbách v roce 2020 podporovala kandidaturu Bernieho Sanderse. Dua Lipa podporuje ženská práva včetně práva na potrat, práva LGBTQ komunity a vyjádřila i podporu hnutí Black Lives Matter. Je známá svou zorganizovaností a dochvilností, kterou na ní chválí i producent Mark Ronson. Svou pracovitost Dua Lipa zdůvodňuje imigrantskou mentalitou.

## Zajímavosti
Jméno Dua dostala na návrh babičky. V překladu do albánštiny znamená „láska“. Vztah ke zvláštnímu jménu komentovala v rozhovoru pro britský deník The Guardian takto: „Teď jsem na něj pyšná. Teď ano. Ale když jsem vyrůstala, chtěla jsem se jmenovat Hannah, Sarah, Ella... cokoli normálního. Protože, když se jmenuješ Dua, pořád musíš vysvětlovat, že jsi z Kosova.“
K roku 2020 měla 7 tetování odkazujících k hudbě i jejímu původu, např. postavičky street umělce Keitha Haringa, palmu, nápis „angel“, frázi „This Means Nothing“ (v překladu „Tohle nic neznamená.“). Dua to zdůvodňuje tak, že si chce „ponechat něco navždy a mít něco, co jí připomíná určitý čas a místo“.
První hudební nástroj, na který se učila hrát, bylo již na základní škole cello, ale kvůli jejímu drobnějšímu vzrůstu jí tento koníček dlouho nevydržel. Na základní škole jí také bylo vyčteno, že není dobrá zpěvačka, neboť nemá dostatečně vysoko položený hlas.
V rozhovoru pro Vogue přiznala, že nikdy neposlouchá vlastní hudbu, protože ji při práci na albu slyší pořád dokola.
V listopadu 2023 vydalo izraelské rapové duo Ness a Stilla singl „Harbu Darbu“, ve kterém vyzvali k zabití Duy kvůli jejím propalestinským postojům. Dua Lipa kritizovala Izrael za jeho zacházení s Palestinci a volala po zastavení války v Pásmu Gazy.

## Turné
- 2016 UK Tour (2016)
- Hotter Than Hell Tour (2016)
- US and Europe Tour (2017)
- The Self-Titled Tour (2017–2018)
- Future Nostalgia Tour (2022)
- Radical Optimism Tour (2024–2025)

### Předskokanství
- Troye Sivan – Suburbia Tour (2016)
- Bruno Mars – 24K Magic World Tour (2017–2018)
- Coldplay – A Head Full of Dreams Tour (2017)